# Faals
De Faals151, de Falrrs152 en de Falrrs153 zijn een type goederenwagen dat wordt gebruikt voor het vervoer van erts. Het is een zesassige wagen van het type zelflosser, wat betekent dat de lading gelost wordt door kleppen aan de zijkant te openen, waardoor de lading eruit valt. De kleppen zijn voorzien van een magneethydraulische sluiting, die bediend wordt door een vaste magneet langs de losplaats. Ook zijn de loskleppen met de hand bedienbaar.
De typeaanduiding Faals heeft de volgende betekenis :
| F  | = | open stortwagen                                 |
| aa | = | met 6 of meer assen                             |
| l  | = | aan twee zijden tegelijk zelflossende bulkwagon |
| s  | = | maximumsnelheid 100 km/h                        |
De Falrrs bestaat uit twee exemplaren van de Faals die door middel van een vaste koppelstang met elkaar verbonden zijn.
De typeaanduiding Falrrs heeft de volgende betekenis :
| F  | = | open stortwagen                                 |
| a  | = | met draaistellen                                |
| l  | = | aan twee zijden tegelijk zelflossende bulkwagon |
| rr | = | meervoudige wagon                               |
| s  | = | maximumsnelheid 100 km/h                        |
De wagens en wagenstellen hebben geen schroefkoppeling maar een automatische UIC-koppeling, waardoor bij vervoer in Nederland altijd een koppelwagen noodzakelijk was, totdat 18 in Nederland toegelaten locs van Baureihe 189 van een UIC-koppeling werden voorzien. Ertstreinen met wagons van het type Falrrs rijden in Nederland hoofdzakelijk op het traject Zevenaar-Maasvlakte, via de Betuweroute.

## Galerij

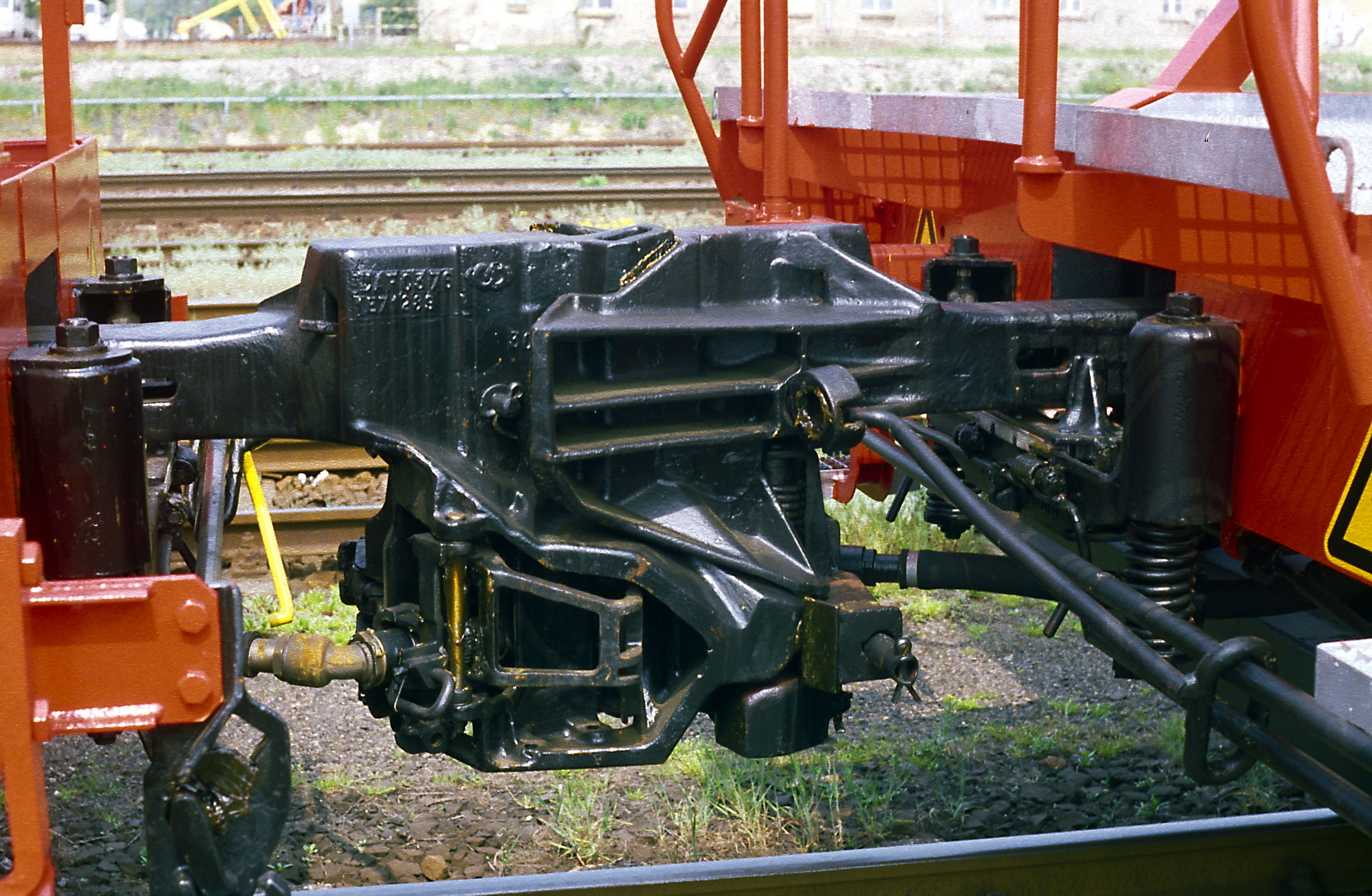
Automatische UIC-koppeling.
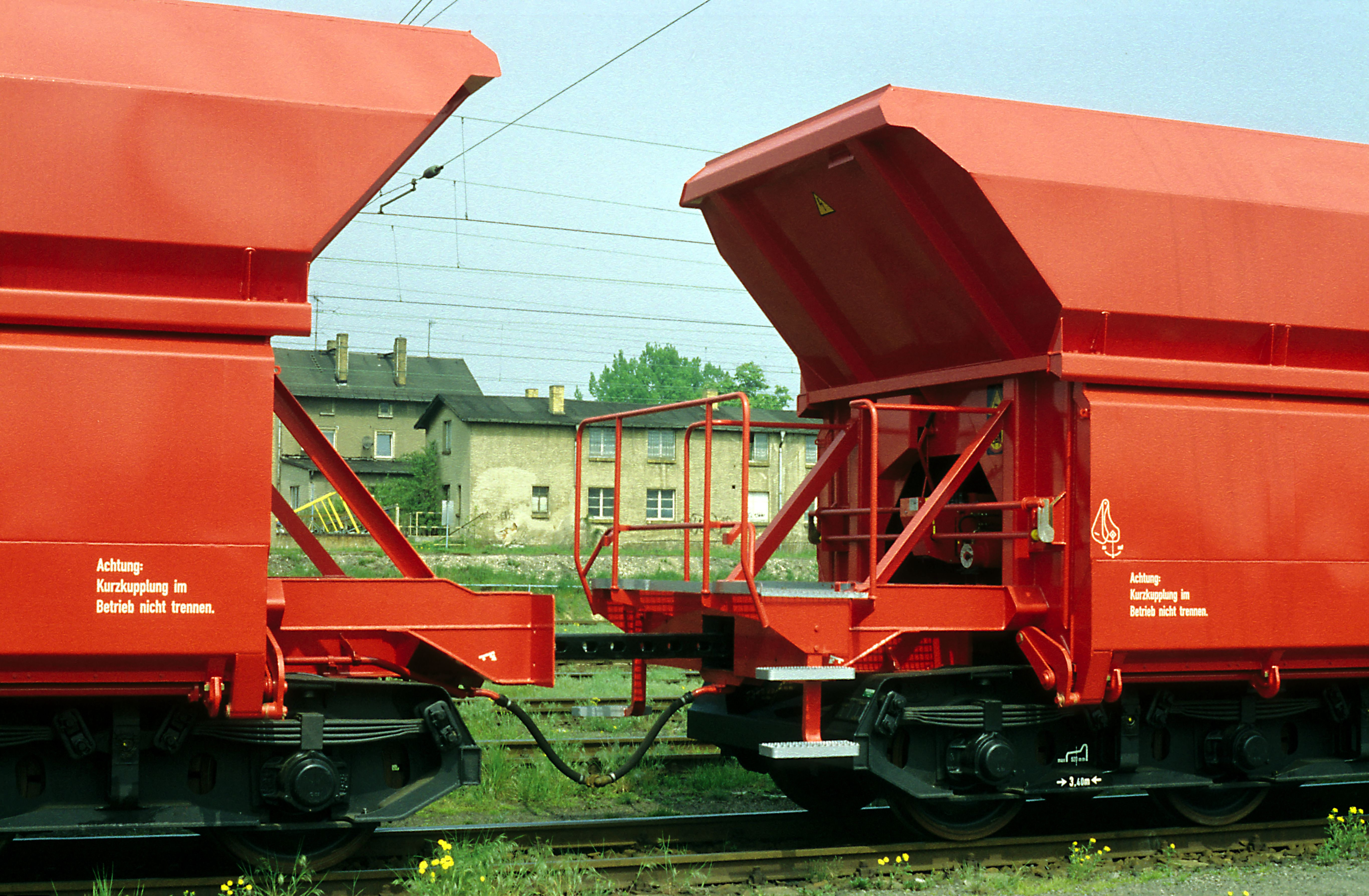
Vaste koppelstang tussen twee wagens van een wagenstel.
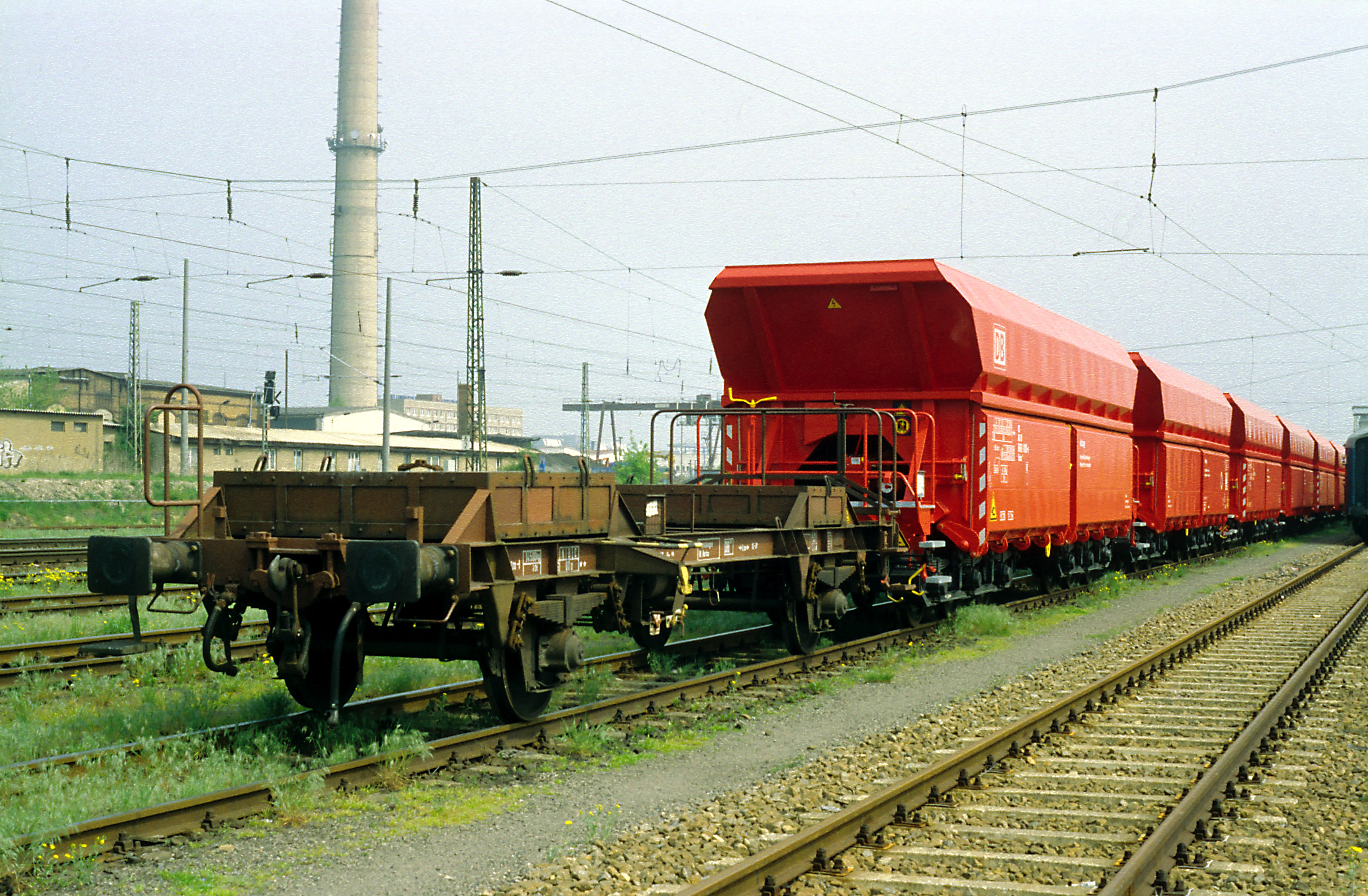
Koppelwagen.
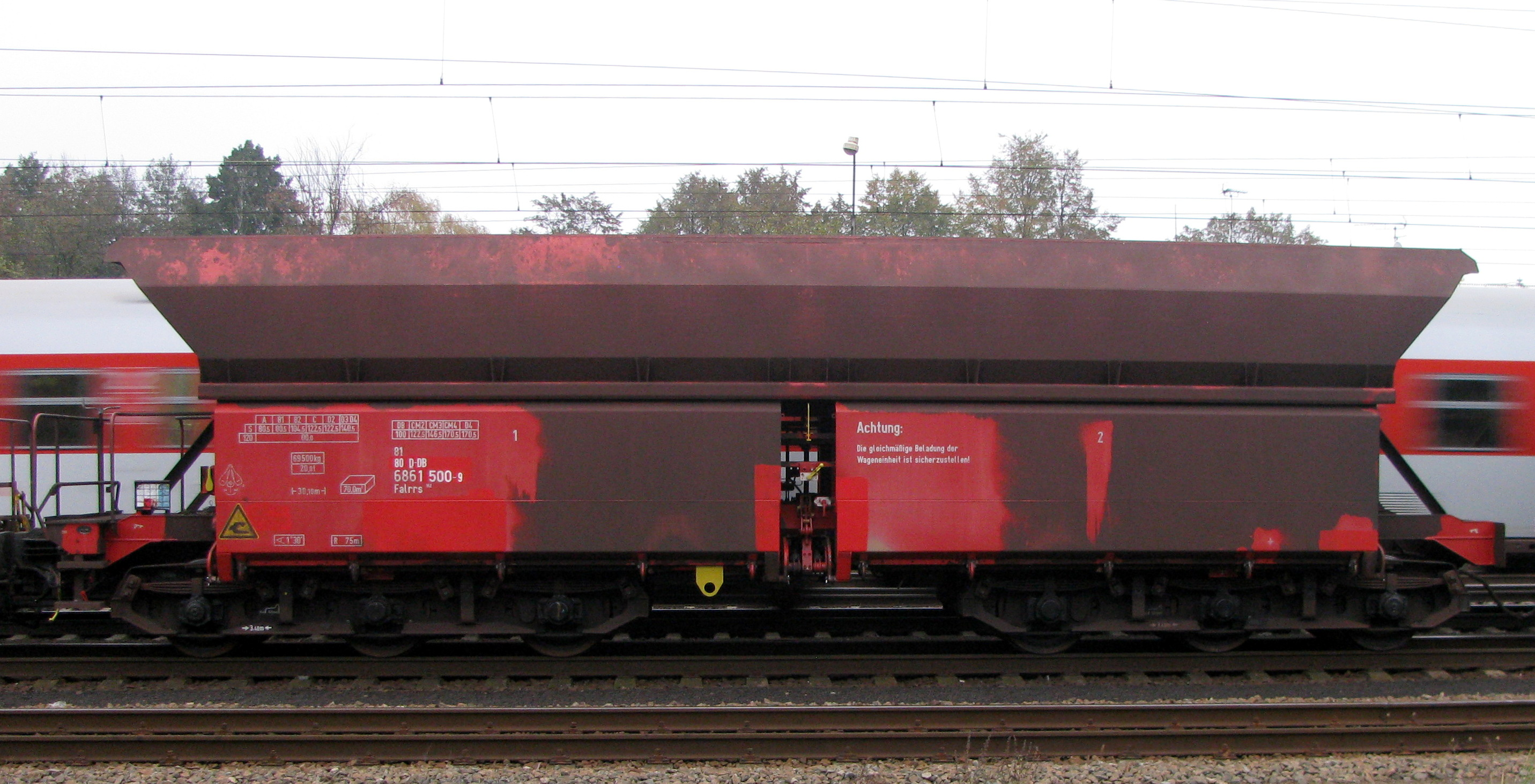
Opschriften